# Apaturina xanthocera
Apaturina xanthocera är en fjärilsart som beskrevs av Rothschild 1904. Apaturina xanthocera ingår i släktet Apaturina och familjen praktfjärilar. Inga underarter finns listade i Catalogue of Life.